# Vasas Budapest
Vasas Budapest ist ein im Arbeiterviertel Angyalföld im Norden von Pest im XIII. Bezirk der ungarischen Hauptstadt Budapest beheimateter Sportverein. Er wurde am 16. März 1911 vom Ungarischen Verband der Eisenarbeiter als Vas- és Fémmunkások Sport Clubja (deutsch Sport-Club der Eisen- und Stahlarbeiter) gegründet. Die Farben des Vereins sind Rot und Blau.
Der Verein betreibt unter anderem folgende Sportarten: Fußball, Wasserball, Eishockey, Handball, Volleyball, Basketball, Tennis, Rudern, Leichtathletik, Boxen, Ringen, Fechten, Ski, Eislauf, Schach und Wandern.
Herausragend sind die Abteilungen der Fußballer, welche in Ungarn nach dem Zweiten Weltkrieg stark auf sich aufmerksam machten, sowie der Wasserballer, die über viele Jahre hinweg zur Weltspitze gehörten.

## Änderungen des Vereinsnamens
- 1911 Vasas Vas- és Fémmunkások Sport Clubja
- 1943 Nemzeti Kinizsi Nemzeti Nehézipari Munkások Kinizsi Sport Clubja
- 1944 Vasas Vasas Sport Club
- 1944 Nemzeti Kinizsi Nemzeti Kinizsi Sport Club
- 1945 Vasas Vasas Sport Club
- 1948 Bp. Vasas Budapesti Vasas Sport Egyesület
- 1957 Vasas Vasas Sport Club
- 1992 Vasas Vasas – Smirnoff Sport Club
- 1993 Vasas Vasas – IlzerSport Club
- 1995 Vasas Vasas Casinó Vigadó Sport Club
- 1997 Vasas Vasas Danubius Hotels Sport Club
- 2001 Vasas Vasas Sport Club
- 2003 Bp. Vasas Budapesti Vasas Sport Club

## Fußball

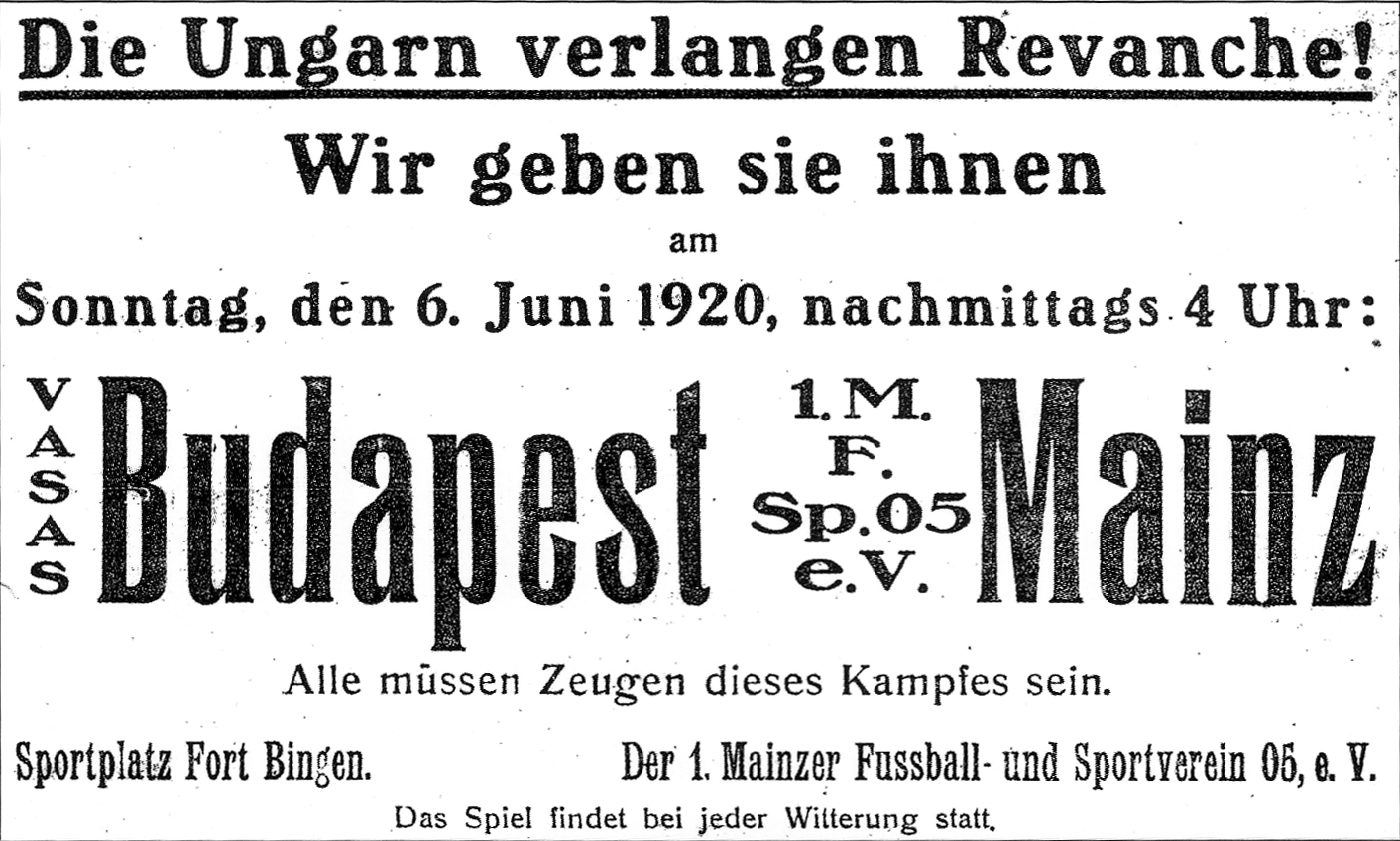
Flugblatt zum Spiel gegen 1. FSV Mainz 05, 1920

Die Fußballmannschaft gehört aktuell der zweiten Spielklasse, der Nemzeti Bajnokság II, an.
Die Mannschaft trägt ihre Heimspiele im Illovszky-Rudolf-Stadion aus, welches nach dem Neubau rund 5.000 Zuschauer fasst.
- Meiste Zuschauer: 30.000 gegen Diósgyőr, 28. Mai 1972.
- Meiste Zuschauer auf Neutralem Platz: 104.000, 28. Juli 1956, Budapest, Népstadion, Vasas – SK Rapid Wien 1:1, Mitropacup.[1]

### Erfolge
- Ungarische Meisterschaft (6): 1957, 1960/61, 1961/62, 1965, 1966, 1976/77
- Ungarischer Pokalsieger (4): 1954/55, 1972/73, 1980/81, 1985/86
- Mitropapokal (7): 1956, 1957, 1960, 1962, 1965, 1969/70, 1982/83

### Spieler
- Ferenc Plattkó (1914–1919, 1920)
- Leó Weisz (1916–1920, 1925)
- Gyula Lóránt (1947–1950)
- Dezső Bundzsák (1950–1964)
- Lajos Baróti (1953–1957, 1972–1974)
- Kálmán Mészöly (1959–1972)

### Trainer
- Béla Guttmann (1945)
- Lajos Baróti (1953–1957, 1972–1974)
- Rudolf Illovszky (1957–1963, 1965, 1967–1969, 1974–1977, 1984–1986, 1995)
- Kálmán Mészöly (1978–1980, 1983–1984, 1988–1989, 1993–1994)
- Michael Oenning (2016–2018)
- Károly Kis (2018)

## Wasserball
Ungarn ist traditionell eine im Wasserball führende Nation und ist Rekordgewinner bei Weltmeisterschaften und Olympischen Spielen. Vasas SC hat hierzu einen besonderen Beitrag geleistet.

### Erfolge
- Europapokal der Meister (2): 1980, 1985
- Europapokal der Pokalsieger (3): 1986, 1995, 2002
- Euro Cup (1): 2023
- Ungarische Meisterschaft (18): 1947, 1949, 1953, 1975, 1976, 1977, 1979, 1980, 1981, 1982, 1983, 1984, 1989, 2007, 2008, 2009, 2010, 2012
- Ungarischer Pokal (14): 1947, 1961, 1971, 1981, 1983, 1984, 1992, 1994, 1996, 1998, 2001, 2002, 2004, 2005

### Bedeutende Spieler
- Bulcsú Székely, Olympiasieger 2000

## Eishockey

Logo des Hockey Clubs Vasas

Aufgrund finanzieller Probleme der Budapest Stars übernahm Vasas SC in der Saison 2010/11 die Kontrolle über den Verein und trat als Vasas Hockey Club mit Schwerpunkt auf der Ausbildung junger Spieler an. Zwischen 2018 und 2021 spielte die erste Mannschaft erneut in der ungarisch-rumänischen Ersten Liga.